# Pseudojuloides xanthomos
Pseudojuloides xanthomos là một loài cá biển thuộc chi Pseudojuloides trong họ Cá bàng chài. Loài này được mô tả lần đầu tiên vào năm 1981.

## Từ nguyên
Trong tiếng Hy Lạp, từ định danh xanthomos có nghĩa là "vai có màu vàng" (xanthos: "màu vàng" + omos có nghĩa là "bờ vai"), hàm ý đề cập đến dải màu vàng ở trên gốc vây ngực.

## Phân loại
P. xanthomos cùng 6 loài khác là Pseudojuloides cerasinus, Pseudojuloides kaleidos, Pseudojuloides polackorum, Pseudojuloides polynesica, Pseudojuloides pyrius và Pseudojuloides splendens cùng hợp lại với nhau tạo thành nhóm phức hợp loài P. cerasinus.

## Phạm vi phân bố và môi trường sống
P. xanthomos có phạm vi phân bố ở Tây Nam Ấn Độ Dương. Mẫu vật duy nhất của P. xanthomos chỉ được tìm thấy tại ngoài khơi Mauritius, được thu thập ở độ sâu khoảng 25 m.

## Mô tả
Mẫu vật duy nhất được biết đến của P. xanthomos có chiều dài cơ thể đo được là gần 6,5 cm, thuộc về một cá thể đực. Cá đực có màu xanh lục ở thân trên và xanh lam ở thân dưới. Có một cặp sọc chạy dọc theo chiều dài của thân: sọc màu lam nằm trên sọc màu vàng (nhưng khá mờ). Từ mõm, một dải vàng tươi băng qua mắt và kéo dài đến mang. Vây lưng và vây hậu môn màu vàng lục với một dải sọc lam dọc theo chiều dài của vây; viền màu xanh óng. Giữa đuôi có một sọc đứng hình lưỡi liềm, màu xanh lam; phần vây từ sau dải này đến rìa có màu đen. Vây lưng trước có đốm đen.
Số gai ở vây lưng: 9; Số tia vây ở vây lưng: 11; Số gai ở vây hậu môn: 3; Số tia vây ở vây hậu môn: 12; Số tia vây ở vây ngực: 13; Số gai ở vây bụng: 1; Số tia vây ở vây bụng: 5.

### Trích dẫn
- "A Revision of the Labrid Fish Genus Pseudojuloides, with Descriptions of Five New Species" (PDF). Pacific Science. Quyển 35 số 1. 1981. tr. 51–74. {{Chú thích tạp chí}}: Đã bỏ qua tham số không rõ |authors= (trợ giúp)
- Benjamin C. Victor (2017). "Review of the Indo–Pacific Pseudojuloides cerasinus species complex with a description of two new species (Teleostei: Labridae)" (PDF). Journal of the Ocean Science Foundation. Quyển 29. tr. 11–31.